# Кенес (Іртиський район)
Кене́с (каз. Кеңес) — село у складі Іртиського району Павлодарської області Казахстану. Входить до складу Каракудуцького сільського округу.
Населення — 35 осіб (2021; 55 у 2009, 156 у 1999, 203 у 1989).
Національний склад станом на 1989 рік:
- казахи — 100 %.